# Anthony Kwami Adanuty
Mons. Anthony Kwami Adanuty (11. května 1940, Kpandu) je ghanský římskokatolický duchovní a emeritní biskup Keta–Akatsi.

## Život
Narodil se 11. května 1940 v Kpandu. Základní vzdělání získal v Kpandu a Anfoeze a poté vstoupil do Menšího semináře svaté Terezy v Amisanu. Po ukončení menšího semináře pokračoval do Vyššího semináře svatého Petra v Cape Coast. Na kněze byl vysvěcen 31. července 1966.
Po vysvěcení byl profesorem v Seminární střední škole svaté Marie v Lolobi (1966-1967). Během této doby byl také kaplanem katolického kostela Lolobi Ashambi. V letech 1967-1968 navštěvoval Papežskou univerzitu Urbaniana v Římě kde získal licenciát teologie a v letech 1968-1971 studoval na Papežském biblickém institutu kde získal licenciát ze Svatého písma.
Po studování pracoval ve Vatikánu na Kongregaci pro evangelizaci národů. Zde byl zodpovědný za území východní a jižní Afriky a také za islámské misijní území.
Dne 19. prosince 1994 jej papež Jan Pavel II. ustanovil diecézním biskupem Keta–Akatsi. Biskupské svěcení přijal 28. května 1995 z rukou kardinála Jozefa Tomka a spolusvětiteli byli biskup Francis Anani Kofi Lodonu a arcibiskup Gregory Ebolawola Kpiebaya.
Dne 7. dubna 2016 papež František přijal jeho rezignaci na post diecézního biskupa z důvodu dosažení kanonického věku 75 let.